# Велька-Яворина
Велька-Яворина (словац. Veľká Javorina, чеш. Velká Javorina) — самая высокая гора Белых Карпат. Гора сложена из пород флиша, в котором чередуются слои песчаника и глинистого сланца. Гора расположена на государственной границе между Словакией и Чехией. В верхней части находится телевизионный передатчик, также здесь пролегает асфальтовая дорога. Также Велька-Яворина является популярным горнолыжным курортом.

## Флора
Лес на горе сложен в основном буками и клёнами. Из растений здесь часто встречаются подснежник, лунник оживающий и хохлатка полая. Здесь встречаются и охраняемые растения вроде цицербиты альпийской.

## Фауна
В лесах на Велька-Яворине встречаются олени, косули, дикие кабаны, и прочие характерные для этих мест животные. Иногда сюда забредают и медведи. Из редких — альпийский усач, дубовый усач малый, паук-анелосимус.